# Лилль-Метрополь
«Лилль-Метрополь» (фр. Stadium Nord Lille Métropole) — футбольный стадион города Вильнёв-д’Аск, пригорода Лилля, во Франция. Стадион был открыт в 1976 году.
Спортивный комплекс называют «Олимпийский Спортивный центр Лилль», в состав которого входят натуральный и синтетический газоны, многие объекты, тренажёрный зал и медицинский пункт.
Первоначально стадион был предназначен для лёгкой атлетики. Был спроектирован архитектором Роже Тайибером.
Официальная вместимость — 17 754 человек. Рекордная посещаемость была зарегистрирована в 2009 году, на матче «Лилль» — ПСЖ, за которым наблюдало 17 766 зрителей.